# Gaetano Scirea
Gaetano Scirea (Cernusco sul Naviglio, 25 maggio 1953 – Babsk, 3 settembre 1989) è stato un calciatore italiano, di ruolo difensore.
Giocava come libero, ruolo di cui è riconosciuto dalla stampa specializzata quale uno dei massimi interpreti nella storia del calcio.
Elemento simbolo della Juventus della quale divenne capitano nel 1983, formò con il portiere Dino Zoff e i difensori Claudio Gentile e Antonio Cabrini una delle migliori linee difensive nella storia del calcio sia nel club che in nazionale.
Con la Juventus vinse sette titoli di campione d'Italia e, insieme al citato Cabrini, divenne il primo calciatore ad aver vinto tutte le maggiori competizioni UEFA per club; detenne inoltre per lungo tempo il record di presenze nella storia del club torinese, con 552 apparizioni. Con la maglia della nazionale italiana si laureò campione del mondo nel 1982.
Noto altresì come icona di correttezza e signorilità, nel 2011 è stato introdotto postumo nella Hall of Fame del calcio italiano.

## Biografia
Nacque nell'hinterland milanese, in una famiglia composta dal padre Stefano, lombardo di origini siciliane, operaio alla Pirelli, e dalla madre Giuditta, anche lei lombarda: Gaetano era il terzo di quattro fratelli. Nel 1976 si sposò con Mariella Cavanna, in seguito parlamentare italiana di Forza Italia e poi dell'UDEUR: dal matrimonio nacque Riccardo, unico figlio della coppia, il quale una volta adulto è approdato come il padre alla Juventus, in questo caso nello staff tecnico.
Il 3 settembre 1989, in qualità di allenatore in seconda della Juventus, Scirea venne incaricato di visionare un incontro della squadra che i bianconeri avrebbero affrontato nel successivo turno di Coppa UEFA, il Górnik Zabrze, recandosi in Polonia; data la non eccelsa caratura degli avversari, sia lui sia il tecnico Dino Zoff ritenevano superfluo tanto scrupolo, ma entrambi si attennero alle disposizioni della dirigenza.
Una volta svolto il compito, durante il trasferimento verso Varsavia, da dove Scirea avrebbe dovuto prendere il volo per rientrare a Torino, la Polski Fiat 125p su cui viaggiava accompagnato da un autista locale, da un interprete e da un dirigente del Górnik, nei pressi di Babsk effettuò un sorpasso azzardato e andò a schiantarsi contro un furgone agricolo che sopraggiungeva dalla parte opposta, prendendo fuoco anche a causa delle quattro taniche di benzina che erano state stipate nel bagagliaio in caso di necessità: degli occupanti si salvò solo il dirigente della squadra polacca, seduto sul sedile del passeggero anteriore, che poté uscire dalla vettura essendosi aperta la portiera durante il tamponamento. Il trentaseienne Scirea fu soccorso e trasportato presso il vicino ospedale di Rawa Mazowiecka ma, a causa delle gravi ustioni riportate, i medici non poterono che constatarne il decesso. Per Scirea, l'autista e l'interprete risultò fatale il rogo, visto che, in base agli esiti dell'autopsia, non avevano riportato lesioni nell'impatto.
L'incidente avvenne la domenica pomeriggio; la notizia della morte di Scirea arrivò in Italia a tarda sera, comunicata da Sandro Ciotti alla Domenica Sportiva, suscitando lo sgomento degli ospiti in studio, tra cui vi era il suo ex compagno di squadra Marco Tardelli. Venne sepolto nel cimitero di Morsasco, comune d'origine della moglie Mariella.

## Caratteristiche tecniche
(Sandro Ciotti, 1989)

Scirea alla Juventus, in una delle sue classiche ripartenze dalla difesa, contrastato dall'interista Oriali

Secondo Gianni Brera «il povero Scirea era dolce e composto, di una moderazione tipica del grande artista. Non era difensore irresistibile né arcigno, era buono, ma completava il repertorio con sortite di esemplare tempestività, a volte erigendosi addirittura a match winner». Sulla stessa lunghezza d'onda anche Giampiero Mughini, per il quale Scirea «era un giocatore che parlava poco, e questo anche quando sarà reputato il più grande libero del mondo».
Con movenze simili a quelle di Franz Beckenbauer, oltre a distinguersi fin dalle giovanili per una pregevole tecnica nel tocco del pallone, Scirea è ritenuto non soltanto uno dei più grandi difensori di sempre ma anche uno dei più eleganti e moderni: il suo notevole senso tattico e visione di gioco, reminiscenza dei suoi esordi da centrocampista, lo portava a dare il la a repentini ribaltamenti, assumendosi in prima persona il compito di impostare l'azione, con una fluidità e un tempismo «così naturali da passare addirittura inosservati».

Scirea in nazionale, ostacolato dal difensore belga Gerets durante una delle sue frequenti sortite offensive

In questo senso, Gianni Mura ha ricordato che «da ragazzino lui sognava Suárez e Rivera, la maglia numero 10, la direzione d'orchestra. Ci è arrivato ugualmente, con la maglia numero 6: direzione della difesa e appoggio al centrocampo e all'attacco»; analogamente, Mario Sconcerti lo ha riassunto in «un trequartista nella sua area di rigore».
Nella sua lunga carriera in campo, segnata da correttezza e signorilità, spicca la completa assenza di espulsioni, fatto più unico che raro per un calciatore del suo ruolo; a tal proposito, Mughini si domanda se «qualcuno di voi che abbia amato il calcio degli anni settanta e che ricorda quelle partite, anche le più infiammate, qualcuno di voi ricorda una sola volta che Scirea sia entrato sulla palla fuori tempo, si sia sgraziato nel movimento di ostruire e fare ripartire il gioco? Qualcuno di voi ricorda un suo gesto eccitato o fuori posto o sleale? Io non credo. O meglio: quei gesti eccitati o fuori posto o sleali non ci sono mai stati».

## Carriera

### Giocatore

#### Club

##### Gli inizi, Atalanta

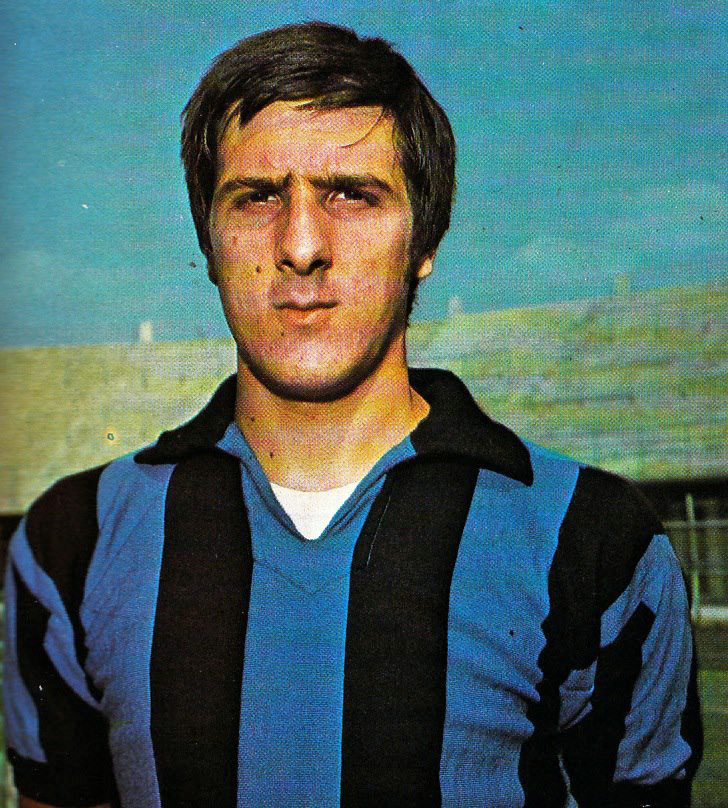
Un giovane Scirea agli esordi, nei primi anni 70, con la maglia dell'Atalanta

Avvicinatosi al calcio da bambino seguendo l'epopea della Grande Inter, Scirea tirò i primi calci al pallone nel gruppo sportivo "Serenissima" di Cinisello Balsamo, dove nella locale squadra di calcio a 7 giocò come punta dal 1963 al 1967. L'allora dirigente della Serenissima San Pio X, Giovanni Crimella, nel 1967 lo portò alle giovanili dell'Atalanta, dove venne schierato inizialmente come ala destra, ruolo in cui grazie all'ottimo tocco di palla e l'eleganza nella corsa riuscì a segnare una grande quantità di gol; tuttavia la sua grande visione di gioco spesso lo portava ad accentrarsi e, per questo motivo, col passare del tempo venne fatto giocare come centrocampista.
Quando ebbe l'età per militare nella squadra Primavera (mentre alternava il calcio con il lavoro da tornitore nell'officina dello zio a Cernusco sul Naviglio, occupazione che mantenne anche dopo l'esordio in Serie A), l'allenatore Ilario Castagner lo schierò regolarmente come libero di fianco allo stopper Antonio Percassi, futuro presidente dell'Atalanta. Scirea tuttavia non interpretò il nuovo ruolo nel modo tradizionale, ma divenne il vero e proprio organizzatore di gioco della Primavera nerazzurra, con frequenti inserimenti in mezzo al campo, fino alle soglie dell'area avversaria.

Scirea in allenamento con la squadra orobica

Gaetano Scirea esordì in Serie A il 24 settembre 1972 con il club orobico in Cagliari-Atalanta 0-0, partita in cui sostituì nella posizione di libero l'infortunato Savoia, impressionando per la sicurezza con cui giocò nel ruolo che solo da poco aveva incominciato a ricoprire. Nel corso del campionato nacquero varie discussioni sia in seno alla società bergamasca sia sulla stampa sull'opportunità di impiegare Scirea come difensore nonostante le sue doti in mezzo al campo, anche per il fatto che lo stesso giocatore quando interpellato esprimeva la sua preferenza per il ruolo di mezzala. Dopo un'ulteriore partita da titolare (lo 0-0 casalingo contro il Napoli) Scirea perde il ruolo di libero, sostituito dal rientrante Savoia; dopo una sola partita (la sconfitta per 9-3 sul campo del Milan) riprese comunque a giocare da titolare, come libero o come mezzala a seconda delle necessità.
Dopo aver disputato complessivamente 20 partite nella massima serie e 2 partite in Coppa Italia, restò a Bergamo anche la stagione successiva, che gli orobici disputarono in Serie B dopo la retrocessione, per differenza reti, dell'anno precedente. Nella prima giornata di campionato giocò la sua ultima partita da mediano con l'Atalanta, in una sconfitta per 1-0 sul campo del Como, ma già dalla seconda giornata, per decisione del neoallenatore nerazzurro Heriberto Herrera, venne schierato stabilmente come libero, disputando tutte e 38 le partite di campionato (con anche un gol segnato, il 12 maggio 1974 in una partita persa per 2-1 sul campo del Brindisi) e 10 partite in Coppa Italia, manifestazione in cui mise anche a segno una rete il 27 marzo 1974 in una partita vinta per 1-0 contro l'Inter nel girone di semifinale.

##### Juventus

Scirea in azione con la maglia della Juventus a metà degli anni 80

Grazie al canale privilegiato allora esistente tra Atalanta e Juventus, la società torinese, che già lo teneva sotto osservazione dall'esordio nella massima serie, lo acquistò dal presidente Bortolotti nell'estate del 1974 per 700 milioni di lire più i cartellini di Giorgio Mastropasqua, Gian Pietro Marchetti e la comproprietà di Giuliano Musiello.
La squadra piemontese cercava un sostituto all'altezza del libero Sandro Salvadore, prossimo al ritiro, e il giovane Scirea sembrò subito adatto: inserito in una difesa di sicuro affidamento composta da Cuccureddu, Gentile, Spinosi e Francesco Morini, il ventunenne si ambientò subito e giocò 28 delle 30 partite della stagione 1974-75, divenendo stabilmente titolare e vincendo il suo primo campionato, il sedicesimo per i bianconeri. A fine stagione, nella fase finale di Coppa Italia, il 19 giugno 1975 segnò il suo primo gol in maglia juventina, nel derby d'Italia vinto in goleada per 2-6 a San Siro.
Fu tra i protagonisti nell'annata 1976-77 dell'accoppiata scudetto-Coppa UEFA. Lo scudetto fu vinto alla quota di 51 punti – tuttora un record per un torneo a 16 squadre, nell'era dei due punti a vittoria – dopo un testa a testa durato per tutto il torneo contro i concittadini del Torino che finirono a un solo punto di distanza; la Coppa UEFA, conquistata nella durissima doppia finale contro gli spagnoli dell'Athletic Bilbao, fu la prima competizione confederale vinta dalla Juventus.

Scirea, con indosso la divisa dei rivali del, solleva da capitano bianconero la targa della Supercoppa UEFA 1984

Nel 1981-82 Scirea contribuì alla vittoria del ventesimo scudetto nella storia dei torinesi, che diede loro il diritto di fregiarsi della seconda stella sulle maglie. La Coppa Italia messa in bacheca nel 1982-83 aprì alla Juventus le porte della successiva Coppa delle Coppe, in cui bianconeri trionfarono contro il Porto per 2-1 nella finale di Basilea del 16 maggio 1984. Fu quella la seconda accoppiata per il club italiano e per Scirea, che vinse anche il campionato 1983-84, il sesto per lui e il ventunesimo per la società. Sul piano personale, con il declino di Furino, dall'estate 1983 Scirea era inoltre diventato il capitano della squadra bianconera. Il 1985 fu l'anno della Coppa dei Campioni, che i bianconeri conquistarono nella tragica finale di Bruxelles, allo stadio Heysel, contro gli inglesi del Liverpool, già battuti nel gennaio precedente nella Supercoppa UEFA. A fine anno la Juventus vinse a Tokyo, contro i sudamericani dell'Argentinos Juniors, anche la Coppa Intercontinentale; Scirea dovette uscire anzitempo dal campo per infortunio, sicché fu il compagno di squadra Antonio Cabrini a sollevare il trofeo in sua vece.

Scirea, assieme a Michel Platini, mostra la Coppa Intercontinentale 1985 conquistata a Tokyo contro l'

Si ritirò dall'attività agonistica a fine stagione 1987-88 a 35 anni appena compiuti, dopo 377 partite di campionato e 552 totali con la maglia bianconera, con cui vinse in totale 7 campionati nazionali, 2 Coppe Italia, una Coppa dei Campioni, una Coppa delle Coppe, una Coppa UEFA, una Supercoppa UEFA e una Coppa Intercontinentale, divenendo il primo calciatore in assoluto, assieme all'altro juventino Cabrini, ad aver vinto tutte le competizioni calcistiche ufficiali per club e contribuendo, allo stesso tempo, a rendere la Juventus il primo club a vantare la vittoria in tutte le competizioni ufficiali, UEFA e non solo cui all'epoca poteva accedere.

#### Nazionale
Scirea esordì in nazionale a 22 anni sotto la gestione di Enzo Bearzot e Fulvio Bernardini: il 30 dicembre 1975 fu schierato a Firenze da titolare in occasione di un'amichevole contro la Grecia vinta per 3-2.
Realizzò il suo primo gol internazionale il 19 aprile 1980 in un'amichevole al Comunale di Torino pareggiata 2-2 contro la Polonia.

Scirea bacia la Coppa del Mondo conquistata con l'Italia nel 1982

Pur non essendo mai stato schierato nel corso delle qualificazioni al campionato del mondo 1978, fu comunque incluso da Bearzot nella rosa degli azzurri che presero parte alla fase finale in Argentina, disputandovi contro la Francia il suo primo incontro ufficiale dopo 10 amichevoli e giocando da titolare tutte le sette partite in cui la squadra fu impegnata, chiudendo il torneo al quarto posto finale. Analogo esito ebbe la partecipazione al campionato d'Europa 1980 disputato in casa.
Il suo picco internazionale fu al campionato del mondo 1982 in Spagna, in cui l'Italia si laureò campione del mondo per la terza volta nella sua storia e, a livello personale, si impose come uno tra i migliori e più raffinati difensori al mondo.
Fu, infine, capitano azzurro al campionato del mondo 1986 in Messico, che a 33 anni segnò anche la fine della sua carriera azzurra, coincidente con l'eliminazione agli ottavi di finale contro la Francia (2-0) il 17 giugno 1986.
In nazionale Scirea totalizzò complessivamente 78 presenze (10 delle quali da capitano) e 2 gol.

### Dopo il ritiro
Dopo il ritiro, Scirea aveva deciso di intraprendere la carriera di allenatore. Appena conseguito il patentino a Coverciano, nell'estate del 1988 il presidente juventino Giampiero Boniperti gli offrì il ruolo di tecnico in seconda della squadra, come collaboratore di Dino Zoff e su richiesta di quest'ultimo. L'ex libero bianconero accettò, mostrandosi disponibile anche al ruolo di osservatore per conto dell'allenatore friulano, suo amico e compagno di squadra sia a Torino sia in nazionale; prima che firmasse, tuttavia, la Reggina di Lillo Foti provò a convincerlo con un ingaggio come tecnico a tutti gli effetti, in Serie B, destando in Scirea un forte interesse.

Scirea in veste di vice allenatore della Juventus all'inizio della stagione 1989-1990

Ricoprì l'incarico di vice allenatore del club bianconero per poco più di un anno, sino alla prematura scomparsa. Alla fine della stagione 1989-1990, Zoff e la squadra dedicheranno alla memoria di Scirea la Coppa Italia vinta in finale contro il Milan.

## Riconoscimenti postumi
(Gianni Mura, 1989)
Negli anni successivi alla sua morte, vari tornei giovanili e riconoscimenti fair play sono stati intitolati a Scirea, in ricordo del stile e della correttezza sempre mostrata in campo e fuori. Tra gli altri, la Coppa Gaetano Scirea, un torneo internazionale di calcio riservato alla categoria Allievi, che ogni anno si tiene nella città di Matera e in alcuni comuni limitrofi; il Premio Nazionale Carriera Esemplare "Gaetano Scirea", assegnato dal 1993 in collaborazione con il comune di Cinisello Balsamo, attribuito da una giuria di giornalisti al calciatore più meritevole dal punto di vista della lealtà e della sportività; e il trofeo fair play del Consiglio della Lega Serie A, attribuito alla tifoseria più corretta d'Italia. Nel 2005 l'ex commissario tecnico della nazionale, Enzo Bearzot, ha proposto il ritiro della maglia numero 6 in omaggio alla sua carriera.
Il 12 maggio 2008 la municipalità torinese ha inoltre intitolato una via a Scirea nel quartiere Mirafiori Sud. Prima gli erano state dedicate strade a Laureana di Borrello e Cinisello Balsamo, seguiti nel 2009 da Lamezia Terme che ha deciso di intitolargli la via del principale palazzetto dello sport della città. A Scirea sono inoltre intitolati il complesso sportivo di Arena Metato, sede di una scuola calcio del Pisa, e gli stadi del paese natale di Cernusco sul Naviglio, di Andora, località turistica dove era solito passare le vacanze, di Sicignano degli Alburni, Buccinasco e Castelnuovo Rangone, nonché dal 1991 una società sportiva di pallacanestro, la Gaetano Scirea Basket di Bertinoro.
Per quanto concerne la squadra di cui fu capitano e bandiera, la Juventus, negli anni 90 i tifosi bianconeri battezzarono in suo onore il settore Sud dello stadio delle Alpi di Torino. Nel 2011, il club torinese gli ha dedicato una delle cinquanta stelle commemorative presenti nella Walk of Fame dello Juventus Stadium. Il 21 novembre 2012, su richiesta della stessa società juventina, il capoluogo piemontese ha inoltre ribattezzato "Corso Gaetano Scirea" (già Corso Grande Torino) il viale che scorre di fronte all'ingresso principale dello Stadium. Infine, a Scirea è intitolato il campo sportivo di Villar Perosa in Val Chisone, luogo storicamente legato alla famiglia Agnelli.
A Gioia Tauro, è stata intitolata a suo nome la strada e l'area parcheggi dello stadio Pasquale Stanganelli.

## Nella cultura di massa
Gianluca Iovine ha scritto un romanzo su Gaetano Scirea, intitolato Cercando Scirea, presentato nel 2010 al Salone internazionale del libro di Torino. L'anno successivo il gruppo musicale degli Stadio ha scritto la canzone Gaetano e Giacinto, dedicata allo stesso Scirea e a Giacinto Facchetti.

## Statistiche

### Presenze e reti nei club
| Stagione        | Squadra         | Campionato      | Campionato | Campionato | Coppe nazionali | Coppe nazionali | Coppe nazionali | Coppe continentali | Coppe continentali | Coppe continentali | Altre coppe | Altre coppe | Altre coppe | Totale | Totale |
| Stagione        | Squadra         | Comp            | Pres       | Reti       | Comp            | Pres            | Reti            | Comp               | Pres               | Reti               | Comp        | Pres        | Reti        | Pres   | Reti   |
| --------------- | --------------- | --------------- | ---------- | ---------- | --------------- | --------------- | --------------- | ------------------ | ------------------ | ------------------ | ----------- | ----------- | ----------- | ------ | ------ |
| 1972-1973       | Atalanta        | A               | 20         | 0          | CI              | 2               | 0               | -                  | -                  | -                  | -           | -           | -           | 22     | 0      |
| 1973-1974       | Atalanta        | B               | 38         | 1          | CI              | 10              | 1               | -                  | -                  | -                  | -           | -           | -           | 48     | 2      |
| Totale Atalanta | Totale Atalanta | Totale Atalanta | 58         | 1          |                 | 12              | 1               |                    | -                  | -                  |             | -           | -           | 70     | 2      |
| 1974-1975       | Juventus        | A               | 28         | 0          | CI              | 10              | 2               | CU                 | 10                 | 0                  | -           | -           | -           | 48     | 2      |
| 1975-1976       | Juventus        | A               | 30         | 0          | CI              | 4               | 0               | CC                 | 4                  | 0                  | -           | -           | -           | 38     | 0      |
| 1976-1977       | Juventus        | A               | 30         | 1          | CI              | 5               | 0               | CU                 | 12                 | 1                  | -           | -           | -           | 47     | 2      |
| 1977-1978       | Juventus        | A               | 29         | 0          | CI              | 0               | 0               | CC                 | 8                  | 0                  | -           | -           | -           | 37     | 0      |
| 1978-1979       | Juventus        | A               | 30         | 2          | CI              | 9               | 0               | CC                 | 2                  | 0                  | -           | -           | -           | 41     | 2      |
| 1979-1980       | Juventus        | A               | 29         | 4          | CI              | 4               | 0               | CdC                | 7                  | 1                  | -           | -           | -           | 40     | 5      |
| 1980-1981       | Juventus        | A               | 29         | 4          | CI              | 8               | 0               | CU                 | 4                  | 1                  | TC          | 2           | 0           | 43     | 5      |
| 1981-1982       | Juventus        | A               | 30         | 5          | CI              | 4               | 0               | CC                 | 4                  | 0                  | -           | -           | -           | 38     | 5      |
| 1982-1983       | Juventus        | A               | 30         | 3          | CI              | 12              | 1               | CC                 | 9                  | 0                  | -           | -           | -           | 51     | 4      |
| 1983-1984       | Juventus        | A               | 30         | 2          | CI              | 7               | 1               | CdC                | 9                  | 0                  | -           | -           | -           | 46     | 3      |
| 1984-1985       | Juventus        | A               | 30         | 2          | CI              | 9               | 0               | CC                 | 9                  | 0                  | SU          | 1           | 0           | 49     | 2      |
| 1985-1986       | Juventus        | A               | 25         | 0          | CI              | 5               | 0               | CC                 | 5                  | 0                  | CInt+TE     | 1+0         | 0           | 36     | 0      |
| 1986-1987       | Juventus        | A               | 21         | 0          | CI              | 7               | 1               | CC                 | 1                  | 0                  | -           | -           | -           | 29     | 1      |
| 1987-1988       | Juventus        | A               | 6          | 1          | CI              | 4               | 0               | CU                 | 1                  | 0                  | -           | -           | -           | 11     | 1      |
| Totale Juventus | Totale Juventus | Totale Juventus | 377        | 24         |                 | 88              | 5               |                    | 85                 | 3                  |             | 4           | 0           | 554    | 32     |
| Totale carriera | Totale carriera | Totale carriera | 435        | 25         |                 | 100             | 6               |                    | 85                 | 3                  |             | 4           | 0           | 624    | 34     |

### Cronologia presenze e reti in nazionale
| Cronologia completa delle presenze e delle reti in nazionale ― Italia | Cronologia completa delle presenze e delle reti in nazionale ― Italia | Cronologia completa delle presenze e delle reti in nazionale ― Italia | Cronologia completa delle presenze e delle reti in nazionale ― Italia | Cronologia completa delle presenze e delle reti in nazionale ― Italia | Cronologia completa delle presenze e delle reti in nazionale ― Italia | Cronologia completa delle presenze e delle reti in nazionale ― Italia | Cronologia completa delle presenze e delle reti in nazionale ― Italia |
| Data                                                                  | Città                                                                 | In casa                                                               | Risultato                                                             | Ospiti                                                                | Competizione                                                          | Reti                                                                  | Note                                                                  |
| --------------------------------------------------------------------- | --------------------------------------------------------------------- | --------------------------------------------------------------------- | --------------------------------------------------------------------- | --------------------------------------------------------------------- | --------------------------------------------------------------------- | --------------------------------------------------------------------- | --------------------------------------------------------------------- |
| 30-12-1975                                                            | Firenze                                                               | Italia                                                                | 3 – 2                                                                 | Grecia                                                                | Amichevole                                                            | -                                                                     |                                                                       |
| 22-9-1976                                                             | Copenaghen                                                            | Danimarca                                                             | 0 – 1                                                                 | Italia                                                                | Amichevole                                                            | -                                                                     |                                                                       |
| 25-9-1976                                                             | Roma                                                                  | Italia                                                                | 3 – 0                                                                 | Jugoslavia                                                            | Amichevole                                                            | -                                                                     |                                                                       |
| 22-12-1976                                                            | Lisbona                                                               | Portogallo                                                            | 2 – 1                                                                 | Italia                                                                | Amichevole                                                            | -                                                                     |                                                                       |
| 26-1-1977                                                             | Roma                                                                  | Italia                                                                | 2 – 1                                                                 | Belgio                                                                | Amichevole                                                            | -                                                                     |                                                                       |
| 21-12-1977                                                            | Liegi                                                                 | Belgio                                                                | 0 – 1                                                                 | Italia                                                                | Amichevole                                                            | -                                                                     |                                                                       |
| 25-1-1978                                                             | Madrid                                                                | Spagna                                                                | 2 – 1                                                                 | Italia                                                                | Amichevole                                                            | -                                                                     |                                                                       |
| 8-2-1978                                                              | Napoli                                                                | Italia                                                                | 2 – 2                                                                 | Francia                                                               | Amichevole                                                            | -                                                                     |                                                                       |
| 18-5-1978                                                             | Roma                                                                  | Italia                                                                | 0 – 0                                                                 | Jugoslavia                                                            | Amichevole                                                            | -                                                                     |                                                                       |
| 2-6-1978                                                              | Mar del Plata                                                         | Italia                                                                | 2 – 1                                                                 | Francia                                                               | Mondiali 1978 - 1º turno                                              | -                                                                     |                                                                       |
| 6-6-1978                                                              | Mar del Plata                                                         | Italia                                                                | 3 – 1                                                                 | Ungheria                                                              | Mondiali 1978 - 1º turno                                              | -                                                                     |                                                                       |
| 10-6-1978                                                             | Buenos Aires                                                          | Italia                                                                | 1 – 0                                                                 | Argentina                                                             | Mondiali 1978 - 1º turno                                              | -                                                                     |                                                                       |
| 14-6-1978                                                             | Buenos Aires                                                          | Germania Ovest                                                        | 0 – 0                                                                 | Italia                                                                | Mondiali 1978 - 2º turno                                              | -                                                                     |                                                                       |
| 18-6-1978                                                             | Buenos Aires                                                          | Italia                                                                | 1 – 0                                                                 | Austria                                                               | Mondiali 1978 - 2º turno                                              | -                                                                     |                                                                       |
| 21-6-1978                                                             | Buenos Aires                                                          | Paesi Bassi                                                           | 2 – 1                                                                 | Italia                                                                | Mondiali 1978 - 2º turno                                              | -                                                                     |                                                                       |
| 24-6-1978                                                             | Buenos Aires                                                          | Brasile                                                               | 2 – 1                                                                 | Italia                                                                | Mondiali 1978 - Finale 3º-4º posto                                    | -                                                                     | 4º posto                                                              |
| 20-9-1978                                                             | Torino                                                                | Italia                                                                | 1 – 0                                                                 | Bulgaria                                                              | Amichevole                                                            | -                                                                     |                                                                       |
| 23-9-1978                                                             | Firenze                                                               | Italia                                                                | 1 – 0                                                                 | Turchia                                                               | Amichevole                                                            | -                                                                     | 46’                                                                   |
| 8-11-1978                                                             | Bratislava                                                            | Cecoslovacchia                                                        | 3 – 0                                                                 | Italia                                                                | Amichevole                                                            | -                                                                     |                                                                       |
| 21-12-1978                                                            | Roma                                                                  | Italia                                                                | 1 – 0                                                                 | Spagna                                                                | Amichevole                                                            | -                                                                     |                                                                       |
| 24-2-1979                                                             | Milano                                                                | Italia                                                                | 3 – 0                                                                 | Paesi Bassi                                                           | Amichevole                                                            | -                                                                     |                                                                       |
| 26-5-1979                                                             | Roma                                                                  | Italia                                                                | 2 – 2                                                                 | Argentina                                                             | Amichevole                                                            | -                                                                     |                                                                       |
| 13-6-1979                                                             | Zagabria                                                              | Jugoslavia                                                            | 4 – 1                                                                 | Italia                                                                | Amichevole                                                            | -                                                                     |                                                                       |
| 26-9-1979                                                             | Firenze                                                               | Italia                                                                | 1 – 0                                                                 | Svezia                                                                | Amichevole                                                            | -                                                                     |                                                                       |
| 17-11-1979                                                            | Udine                                                                 | Italia                                                                | 2 – 0                                                                 | Svizzera                                                              | Amichevole                                                            | -                                                                     | 82’                                                                   |
| 16-2-1980                                                             | Napoli                                                                | Italia                                                                | 2 – 1                                                                 | Romania                                                               | Amichevole                                                            | -                                                                     |                                                                       |
| 15-3-1980                                                             | Milano                                                                | Italia                                                                | 1 – 0                                                                 | Uruguay                                                               | Amichevole                                                            | -                                                                     |                                                                       |
| 19-4-1980                                                             | Torino                                                                | Italia                                                                | 2 – 2                                                                 | Polonia                                                               | Amichevole                                                            | 1                                                                     |                                                                       |
| 12-6-1980                                                             | Milano                                                                | Italia                                                                | 0 – 0                                                                 | Spagna                                                                | Euro 1980 - 1º turno                                                  | -                                                                     |                                                                       |
| 15-6-1980                                                             | Torino                                                                | Italia                                                                | 1 – 0                                                                 | Inghilterra                                                           | Euro 1980 - 1º turno                                                  | -                                                                     |                                                                       |
| 18-6-1980                                                             | Roma                                                                  | Italia                                                                | 0 – 0                                                                 | Belgio                                                                | Euro 1980 - 1º turno                                                  | -                                                                     |                                                                       |
| 21-6-1980                                                             | Napoli                                                                | Cecoslovacchia                                                        | 1 – 1 dts (9 – 8 dtr)                                                 | Italia                                                                | Euro 1980 - Finale 3º-4º posto                                        | -                                                                     | 4º posto                                                              |
| 24-9-1980                                                             | Genova                                                                | Italia                                                                | 3 – 1                                                                 | Portogallo                                                            | Amichevole                                                            | -                                                                     |                                                                       |
| 11-10-1980                                                            | Lussemburgo                                                           | Lussemburgo                                                           | 0 – 2                                                                 | Italia                                                                | Qual. Mondiali 1982                                                   | -                                                                     |                                                                       |
| 1-11-1980                                                             | Roma                                                                  | Italia                                                                | 2 – 0                                                                 | Danimarca                                                             | Qual. Mondiali 1982                                                   | -                                                                     |                                                                       |
| 15-11-1980                                                            | Torino                                                                | Italia                                                                | 2 – 0                                                                 | Jugoslavia                                                            | Qual. Mondiali 1982                                                   | -                                                                     |                                                                       |
| 6-12-1980                                                             | Atene                                                                 | Grecia                                                                | 0 – 2                                                                 | Italia                                                                | Qual. Mondiali 1982                                                   | 1                                                                     |                                                                       |
| 3-1-1981                                                              | Montevideo                                                            | Uruguay                                                               | 2 – 0                                                                 | Italia                                                                | Mundialito - 1º turno                                                 | -                                                                     |                                                                       |
| 6-1-1981                                                              | Montevideo                                                            | Paesi Bassi                                                           | 1 – 1                                                                 | Italia                                                                | Mundialito - 1º turno                                                 | -                                                                     |                                                                       |
| 25-2-1981                                                             | Roma                                                                  | Italia                                                                | 0 – 3                                                                 | Europa                                                                | Amichevole                                                            | -                                                                     |                                                                       |
| 19-4-1981                                                             | Udine                                                                 | Italia                                                                | 0 – 0                                                                 | Germania Est                                                          | Amichevole                                                            | -                                                                     |                                                                       |
| 3-6-1981                                                              | Copenaghen                                                            | Danimarca                                                             | 3 – 1                                                                 | Italia                                                                | Qual. Mondiali 1982                                                   | -                                                                     |                                                                       |
| 23-9-1981                                                             | Bologna                                                               | Italia                                                                | 3 – 2                                                                 | Bulgaria                                                              | Amichevole                                                            | -                                                                     |                                                                       |
| 17-10-1981                                                            | Belgrado                                                              | Jugoslavia                                                            | 1 – 1                                                                 | Italia                                                                | Qual. Mondiali 1982                                                   | -                                                                     |                                                                       |
| 14-11-1981                                                            | Torino                                                                | Italia                                                                | 1 – 1                                                                 | Grecia                                                                | Qual. Mondiali 1982                                                   | -                                                                     |                                                                       |
| 5-12-1981                                                             | Napoli                                                                | Italia                                                                | 1 – 0                                                                 | Lussemburgo                                                           | Qual. Mondiali 1982                                                   | -                                                                     |                                                                       |
| 23-2-1982                                                             | Parigi                                                                | Francia                                                               | 2 – 0                                                                 | Italia                                                                | Amichevole                                                            | -                                                                     |                                                                       |
| 14-4-1982                                                             | Lipsia                                                                | Germania Est                                                          | 1 – 0                                                                 | Italia                                                                | Amichevole                                                            | -                                                                     |                                                                       |
| 28-5-1982                                                             | Ginevra                                                               | Svizzera                                                              | 1 – 1                                                                 | Italia                                                                | Amichevole                                                            | -                                                                     |                                                                       |
| 14-6-1982                                                             | Vigo                                                                  | Italia                                                                | 0 – 0                                                                 | Polonia                                                               | Mondiali 1982 - 1º turno                                              | -                                                                     |                                                                       |
| 18-6-1982                                                             | Vigo                                                                  | Italia                                                                | 1 – 1                                                                 | Perù                                                                  | Mondiali 1982 - 1º turno                                              | -                                                                     |                                                                       |
| 23-6-1982                                                             | Vigo                                                                  | Italia                                                                | 1 – 1                                                                 | Camerun                                                               | Mondiali 1982 - 1º turno                                              | -                                                                     |                                                                       |
| 29-6-1982                                                             | Barcellona                                                            | Italia                                                                | 2 – 1                                                                 | Argentina                                                             | Mondiali 1982 - 2º turno                                              | -                                                                     |                                                                       |
| 5-7-1982                                                              | Barcellona                                                            | Italia                                                                | 3 – 2                                                                 | Brasile                                                               | Mondiali 1982 - 2º turno                                              | -                                                                     |                                                                       |
| 8-7-1982                                                              | Barcellona                                                            | Italia                                                                | 2 – 0                                                                 | Polonia                                                               | Mondiali 1982 - Semifinale                                            | -                                                                     |                                                                       |
| 11-7-1982                                                             | Madrid                                                                | Italia                                                                | 3 – 1                                                                 | Germania Ovest                                                        | Mondiali 1982 - Finale                                                | -                                                                     | 3º titolo mondiale                                                    |
| 27-10-1982                                                            | Roma                                                                  | Italia                                                                | 0 – 1                                                                 | Svizzera                                                              | Amichevole                                                            | -                                                                     |                                                                       |
| 13-11-1982                                                            | Milano                                                                | Italia                                                                | 2 – 2                                                                 | Cecoslovacchia                                                        | Qual. Euro 1984                                                       | -                                                                     |                                                                       |
| 12-2-1983                                                             | Limassol                                                              | Cipro                                                                 | 1 – 1                                                                 | Italia                                                                | Qual. Euro 1984                                                       | -                                                                     |                                                                       |
| 16-4-1983                                                             | Bucarest                                                              | Romania                                                               | 1 – 0                                                                 | Italia                                                                | Qual. Euro 1984                                                       | -                                                                     |                                                                       |
| 29-5-1983                                                             | Göteborg                                                              | Svezia                                                                | 2 – 0                                                                 | Italia                                                                | Qual. Euro 1984                                                       | -                                                                     |                                                                       |
| 4-2-1984                                                              | Roma                                                                  | Italia                                                                | 5 – 0                                                                 | Messico                                                               | Amichevole                                                            | -                                                                     | Cap. 52’                                                              |
| 22-5-1984                                                             | Zurigo                                                                | Germania Ovest                                                        | 1 – 0                                                                 | Italia                                                                | Amichevole                                                            | -                                                                     |                                                                       |
| 26-5-1984                                                             | Toronto                                                               | Canada                                                                | 0 – 2                                                                 | Italia                                                                | Amichevole                                                            | -                                                                     | 82’                                                                   |
| 30-5-1984                                                             | New York                                                              | Stati Uniti                                                           | 0 – 0                                                                 | Italia                                                                | Amichevole                                                            | -                                                                     |                                                                       |
| 26-9-1984                                                             | Milano                                                                | Italia                                                                | 1 – 0                                                                 | Svezia                                                                | Amichevole                                                            | -                                                                     | Cap.                                                                  |
| 3-11-1984                                                             | Losanna                                                               | Svizzera                                                              | 1 – 1                                                                 | Italia                                                                | Amichevole                                                            | -                                                                     | Cap.                                                                  |
| 5-2-1985                                                              | Dublino                                                               | Irlanda                                                               | 1 – 2                                                                 | Italia                                                                | Amichevole                                                            | -                                                                     |                                                                       |
| 13-3-1985                                                             | Atene                                                                 | Grecia                                                                | 0 – 0                                                                 | Italia                                                                | Amichevole                                                            | -                                                                     |                                                                       |
| 3-4-1985                                                              | Ascoli Piceno                                                         | Italia                                                                | 2 – 0                                                                 | Portogallo                                                            | Amichevole                                                            | -                                                                     |                                                                       |
| 25-9-1985                                                             | Lecce                                                                 | Italia                                                                | 1 – 2                                                                 | Norvegia                                                              | Amichevole                                                            | -                                                                     |                                                                       |
| 16-11-1985                                                            | Chorzów                                                               | Polonia                                                               | 1 – 0                                                                 | Italia                                                                | Amichevole                                                            | -                                                                     | Cap. 46’                                                              |
| 26-3-1986                                                             | Udine                                                                 | Italia                                                                | 2 – 1                                                                 | Austria                                                               | Amichevole                                                            | -                                                                     | Cap.                                                                  |
| 11-5-1986                                                             | Napoli                                                                | Italia                                                                | 2 – 0                                                                 | Cina                                                                  | Amichevole                                                            | -                                                                     | Cap. 60’                                                              |
| 31-5-1986                                                             | Città del Messico                                                     | Italia                                                                | 1 – 1                                                                 | Bulgaria                                                              | Mondiali 1986 - 1º turno                                              | -                                                                     | Cap.                                                                  |
| 5-6-1986                                                              | Puebla                                                                | Italia                                                                | 1 – 1                                                                 | Argentina                                                             | Mondiali 1986 - 1º turno                                              | -                                                                     | Cap.                                                                  |
| 10-6-1986                                                             | Puebla                                                                | Italia                                                                | 3 – 2                                                                 | Corea del Sud                                                         | Mondiali 1986 - 1º turno                                              | -                                                                     | Cap.                                                                  |
| 17-6-1986                                                             | Città del Messico                                                     | Francia                                                               | 2 – 0                                                                 | Italia                                                                | Mondiali 1986 - Ottavi di finale                                      | -                                                                     | Cap.                                                                  |
| Totale                                                                |                                                                       | Presenze (15º posto)                                                  | 78                                                                    |                                                                       | Reti                                                                  | 2                                                                     |                                                                       |

## Palmarès

### Club

#### Competizioni nazionali
- Campionato italiano: 7

Juventus: 1974-1975, 1976-1977, 1977-1978, 1980-1981, 1981-1982, 1983-1984, 1985-1986
- Coppa Italia: 2

Juventus: 1978-1979, 1982-1983

#### Competizioni internazionali
- Coppa UEFA: 1

Juventus: 1976-1977
- Coppa delle Coppe: 1

Juventus: 1983-1984
- Supercoppa UEFA: 1

Juventus: 1984
- Coppa dei Campioni: 1

Juventus: 1984-1985
- Coppa Intercontinentale: 1

Juventus: 1985

### Nazionale
- Campionato mondiale: 1

Spagna 1982

### Individuale
- Europei Top 11: 1

Italia 1980
- Inserito nella Hall of Fame - I Magnifici del calcio italiano (2000)
- Inserito nella Hall of Fame del calcio italiano nella categoria Riconoscimenti alla memoria (2011)
- Candidato al Dream Team del Pallone d'oro (2020)